# آنتونی اسکویت
آنتونی اسکویت (به انگلیسی: Anthony Asquith) فیلمساز انگلیسی بود.

## زندگی‌نامه
به سال ۱۹۰۲ در لندن زاده می‌شود او کوچکترین فرزند ارل آکسفورد (نخست‌وزیر لیبرال انگلستان در ۱۹۰۸) از همسر دومش می‌باشد که تحصیلاتش را در آکسفورد به پایان می‌رساند. از آنجائی که نوازندهٔ زبردست پیانو بود می‌خواست آهنگساز بشود اما به اتفاق برنارد شاو، ه.ج. ولز، جولین هاکسلی و دیگران در ۱۹۲۵ «انجمن فیلم» را تأسیس کرده و بعد به هالیوود می‌رود بعد از مراجعت از ۱۹۲۷ در مؤسسه فیلمسازی انگلستان بکار مشغول می‌گردد. بدل هنرپیشه دستیار کارگردان فیلمنامه‌نویس و تدوین کننده بودن برایش مفید واقع شده و باعث می‌شود تا او مصمم گردد که دست به فیلمسازی بزند سرانجام اسکویت نخستین فیلم خود را به سال ۱۹۲۸ ساخته و بدین ترتیب به آرزوی خویش می‌رسد در ۱۹۳۳ او را به عنوان رئیس اتحادیه سینماگران انتخاب می‌کنند. اسکویت در این دوره در تئاتر نیز کارگردانی می‌کند چنان‌که اولین اپرای پس از جنگ جهانی دوم رت در کاونت گاردن به روی صحنه می‌آورد: کارمن (۱۹۵۳)
اسکویت نیز همانند اغلب فیلمسازان معتبر مقالات زیادی دربارهٔ سینما می‌نویسد که هم‌اکنون نیز اهمیت خود را همچنان حفظ کرده‌اند.
سرانجام اسکویت خود را آماده می‌کند که فیلم کفش‌های ماهیگیر را بسازد اما اجل امانش نمی‌دهد و بالاخره در سال ۱۹۶۸ از دنیا می‌رود.

## فیلمشناسی
- قطار زیرزمینی (۱۹۲۸)
- خانه‌ای ییلاقی در دارتمور (۱۹۲۹)
- پرنسس فراری (۱۹۲۹)
- یک خانم دهاتی در دارتمور (۱۹۳۰)
- نبرد گالیپولی (۱۹۳۱)
- برقصید، بانوی زیبا (۱۹۳۱)
- با من ازدواج کن (۱۹۳۲)
- شیشه پاک کن (۱۹۳۲)
- شمارهٔ بخت (۱۹۳۳)
- سنفونی ناتمام (۱۹۳۴)
- همیشه انگلستان (۱۹۳۵)
- شب‌های مسکو (۱۹۳۵)
- پیگمالیون (۱۹۳۸)
- فرانسه بدون اشک (۱۹۳۹)
- نامزدی ناآرام (۱۹۴۰)
- واقعهٔ کانال (۱۹۴۰)
- رادیو آزادی (۱۹۴۱)
- ساعت شلوغی (۱۹۴۱)
- سانسور نشده (۱۹۴۲)
- سحرگاهان شیرجه می‌رویم (۱۹۴۳)
- نیمه بهشت (۱۹۴۳)
- به افغانستان خوش آمدید (۱۹۴۳)
- مرد شیطان (۱۹۴۴)
- دو پدر (۱۹۴۴)
- راهی به سوی ستارگان (۱۹۴۵)
- جانی در ابرها (۱۹۴۵)
- وقتی خورشید می‌درخشد (۱۹۴۷)
- پسر وینسلو (۱۹۴۸)
- آن مورد بحث (۱۹۵۰)
- نسخهٔ براونینگ (۱۹۵۱)
- تور (۱۹۵۲)
- امتحان آخر (۱۹۵۲)
- ملاقات اتفاقی (۱۹۵۴)
- در چنین شبی (۱۹۵۵)
- محاکمهٔ نظامی (۱۹۵۶)
- دستور قتل (۱۹۵۸)
- توهین (۱۹۵۹)
- زیبای میلیونر (۱۹۶۰)
- دوزنده، یک مرده (۱۹۶۰)
- سلاح‌های تاریکی (۱۹۶۲)
- آدم‌های خیلی مهم (۱۹۶۳)
- یک شب با بالهٔ سلطنتی (۱۹۶۳)
- رولزرویس زرد (۱۹۶۴)